# Adelaide International Raceway
L'Adelaide International Raceway è un circuito automobilistico situato lungo la Port Wakefield Road a Virginia, una località poco a Nord di Adelaide, proprietà dell'Australian Motorsport Club Limited e della Bob Jane Corporation, proprietario anche del Calder Park Raceway. Nei suoi pressi si trova anche il circuito di Speedway City.

## La storia
Il circuito venne costruito dall'uomo d'affari australiano Keith Williams, già proprietario del Circuito di Surfers Paradise; venne aperto nel 1972.

## Il circuito
Il circuito comprende 4 possibili configurazioni di gara. Il circuito lungo misura 2.41 km, quello corto 1.77 km, lo Speedway Superbowl 0.8 km mentre la drag strip è lunga 0,4 km. Il senso di marcia è orario. Venne impiegato anche in senso antiorario per qualche gara negli anni settanta e poi, negli anni novanta, per le gare della NASCAR australiana.
Sia il circuito Speedway Superbowl, che la drag strip, possono essere utilizzati per gare in notturna. Le principali aree per gli spettatori sono sul rettifilo centrale, sulla curva 9 e sul rettilineo di ritorno dello Speedway Superbowl. Il circuito ha un'inusuale sistemazione del paddock, le vetture vi entrano tramite un'uscita del circuito che dà sul rettilineo principale. Il paddock, per le scuderie che non concorrono, sono posti al di fuori di quest'area, dietro la torre della direzione.
Le curve dello Speedway Superbowl sono leggermente rialzate: la 1 e la 2 di circa di 7 gradi, mentre la 3 e 4 sono rialzate di 5 gradi.

## Le competizioni
Vi si disputarono gare valide per l'Australian Touring Car Championship, per l'Australian Manufacturers' Championship e per la Formula Tasman.
Con i primi anni settanta le gare negli short track speedway diventarono molto popolari nel Paese e lo Speedway Superbowl fu uno dei circuiti più apprezzati, grazie al suo fondo asfaltato, nel quale le vetture potevano raggiungere velocità elevate.
Lo Speedway Superbowl tenne il suo primo meeting invernale il 16 giugno 1974. Era grande la curiosità di vedere le vetture, solitamente impegnate sul circuito in terra del Rowley Park Speedway, correre su un circuito asfaltato. In realtà la maggior parte dei piloti trovò più divertente continuare a correre su un circuito non asfaltato, queste gare di Dirt track racing non si tennero dopo il 1976.
Il Rowley Park Speedway cessò la sua attività nell'aprile del 1979, ma poco dopo venne aperto lo Speedway Park (ora noto Speedway City) proprio nelle adiacenze dell'Adelaide Raceway International.
Il tempo migliore in queste gare venne fatto segnare nel 1976 da John Hughes (poi fondatore del World Series Sprintcars) con una Holden 308 a motore HJ Holden su telaio HJ Monaro. Il suo tempo fu di 23"8 in prova e 23"2 in gara.
Lo Speedway Superbowl fu poi utilizzato frequentemente negli anni novanta per le gare dell'AUSCAR e della NASCAR. Oltre 15.000 spettatori affollavano il circuito durante la tappa annuale di questi campionati. Esso era, ed è rimasto, l'unico circuito ovale d'Australia assieme al Calder Park Thunderdome.
Dalla fine degli anni novanta il circuito non ha più ospitato gare sulla drag strip.
Nel 2006 e nel 2008 il circuito ospitò delle gare dell'Australian Motor Racing Series; da quel momento in poi nessun'altra manifestazione vi si tenne. Il circuito è stato riasfaltato; venne paventata l'opportunità che il circuito potesse nuovamente ospitare gare.